# جاسينتو سيتي
جاسينتو سيتي (بالإنجليزية: Jacinto City, Texas)‏ هي مدينة تقع في مقاطعة هاريس، تكساس بولاية تكساس في شمال شرق الولايات المتحدة. تأسست عام 1947، تبلغ مساحة هذه المدينة 4.8 (كم²)، وترتفع عن سطح البحر 9.1 م، بلغ عدد سكانها 10553 نسمة في عام 2010 حسب إحصاء مكتب تعداد الولايات المتحدة .

## التركيبة السكانية
حدّد مكتب تعداد الولايات المتحدة بيانات التركيبة السكانية لجاسينتو سيتي في تعداد الولايات المتحدة. في ما يلي، التركيبة السكانية حسب تعدادي 2000 و2010.

### تعداد عام 2000
بلغ عدد سكان جاسينتو سيتي 10,302 نسمة بحسب تعداد عام 2000، وبلغ عدد الأسر 2,947 أسرة وعدد العائلات 2,392 عائلة مقيمة في المدينة. في حين سجلت الكثافة السكانية 2,146.2 نسمة لكل كيلومتر مربع (5,558.6/ميل2). وبلغ عدد الوحدات السكنية 3,124 وحدة بمتوسط كثافة قدره 650.8 لكل كيلومتر مربع (1,685.6/ميل2).
وتوزع التركيب العرقي للمدينة بنسبة 68.18% من البيض و1.23% من الأمريكيين الأفارقة و0.89% من الأمريكيين الأصليين و0.23% من الأمريكيين ذوي الأصول الآسيوية و0.01% من سكان جزر المحيط الهادئ و25.66% من الأعراق الأخرى و3.79% من عرقين مختلطين أو أكثر و75.39% من الهسبانيون أو اللاتينيون من أي عرق.
بلغ عدد الأسر 2,947 أسرة كانت نسبة 54.3% منها لديها أطفال تحت سن الثامنة عشر تعيش معهم، وبلغت نسبة الأزواج القاطنين مع بعضهم البعض 63.3% من أصل المجموع الكلي للأسر، ونسبة 11.5% من الأسر كان لديها معيلات من الإناث دون وجود شريك،  بينما كانت نسبة 6.4% من الأسر لديها معيلون من الذكور دون وجود شريكة وكانت نسبة 18.8% من غير العائلات. تألفت نسبة 16.1% من أصل جميع الأسر من عدة أفراد يعيشون في نفس المنزل ونسبة 7.3% كانت تتألف من شخص يعيش بمفرده يبلغ من العمر 65 عاماً أو أكثر. وبلغ متوسط حجم الأسرة المعيشية 3.45، أما متوسط حجم العائلات فبلغ 3.88.
بلغ العمر الوسطي للسكان 28.0 عاماً. وكانت نسبة 33.3% من القاطنين تحت سن الثامنة عشر، وكانت نسبة 11.9% بين الثامنة عشر والرابعة والعشرين عاماً، ونسبة 28.8% كانت واقعةً في الفئة العمرية ما بين الخامسة والعشرين والرابعة والأربعين عاماً، ونسبة 16.6% كانت ما بين الخامسة والأربعين والرابعة والستين، ونسبة 8.1% كانت ضمن فئة الخامسة والستين عاماً فما فوق. يوجد لكل 100 أنثى 101.2 ذكر، ويوجد لكل 100 أنثى في الثامنة عشر من عمرها فما فوق 102.1 ذكر.
بلغ متوسط دخل الأسرة في المدينة 34,672 دولارًا، أما متوسط دخل العائلة فبلغ 36,755 دولارًا. وكان متوسط دخل الذكور 30,323 دولارًا مقابل 22,224 دولارًا للإناث. وسجل دخل الفرد الخاص بالمدينة 11,292 دولارًا. وكانت نسبة 16.1% من العائلات ونسبة 15.8% من السكان تحت خط الفقر، وكان من هؤلاء نسبة 15.9% تحت سن الثامنة عشر ونسبة 14.2% في الخامسة والستين من العمر وما فوق.

### تعداد عام 2010
بلغ عدد سكان جاسينتو سيتي 10,553 نسمة بحسب تعداد عام 2010، وبلغ عدد الأسر 3,046 أسرة وعدد العائلات 2,361 عائلة مقيمة في المدينة. في حين سجلت الكثافة السكانية 2,198.5 نسمة لكل كيلومتر مربع (5,694.1/ميل2). وبلغ عدد الوحدات السكنية 3,357 وحدة بمتوسط كثافة قدره 699.4 لكل كيلومتر مربع (1,811.4/ميل2).
وتوزع التركيب العرقي للمدينة بنسبة 64.32% من البيض و3.52% من الأمريكيين الأفارقة و1.12% من الأمريكيين الأصليين و0.23% من الأمريكيين ذوي الأصول الآسيوية و27.22% من الأعراق الأخرى و3.59% من عرقين مختلطين أو أكثر و83.92% من الهسبانيون أو اللاتينيون من أي عرق.
بلغ عدد الأسر 3,046 أسرة كانت نسبة 49.1% منها لديها أطفال تحت سن الثامنة عشر تعيش معهم، وبلغت نسبة الأزواج القاطنين مع بعضهم البعض 55.7% من أصل المجموع الكلي للأسر، ونسبة 15.1% من الأسر كان لديها معيلات من الإناث دون وجود شريك،  بينما كانت نسبة 6.7% من الأسر لديها معيلون من الذكور دون وجود شريكة وكانت نسبة 22.5% من غير العائلات. تألفت نسبة 19.1% من أصل جميع الأسر من عدة أفراد يعيشون في نفس المنزل ونسبة 7.6% كانت تتألف من شخص يعيش بمفرده يبلغ من العمر 65 عاماً أو أكثر. وبلغ متوسط حجم الأسرة المعيشية 3.42، أما متوسط حجم العائلات فبلغ 3.96.
بلغ العمر الوسطي للسكان 30.3 عاماً. وكانت نسبة 30.9% من القاطنين تحت سن الثامنة عشر، وكانت نسبة 11% بين الثامنة عشر والرابعة والعشرين عاماً، ونسبة 26.8% كانت واقعةً في الفئة العمرية ما بين الخامسة والعشرين والرابعة والأربعين عاماً، ونسبة 21.7% كانت ما بين الخامسة والأربعين والرابعة والستين، ونسبة 9.5% كانت ضمن فئة الخامسة والستين عاماً فما فوق. وتوزع التركيب الجنسي للسكان بنسبة 50% ذكور و50% إناث.

## وصلات خارجية
- The US50 - Cities and Towns in Texas State